# Super Bowl LVI
O Super Bowl LVI foi a 56ª edição do Super Bowl e a 52ª decisão de campeonato da era moderna da National Football League (NFL) que decidiu o campeão da temporada da NFL de 2021. Foi disputado entre o campeão da National Football Conference (NFC), o Los Angeles Rams, e o campeão da American Football Conference (AFC), o Cincinnati Bengals. O jogo aconteceu em 13 de fevereiro de 2022, no SoFi Stadium em Inglewood, Califórnia, estádio dos Rams, marcando o segundo Super Bowl consecutivo e o segundo geral a apresentar um time jogando em seu próprio estádio.
A vitória dos Rams foi a segunda na sua história, a primeira desde que chegaram a Los Angeles e a primeira desde 1999 no Super Bowl XXXIV quando eles ainda estavam em St. Louis. Eles haviam terminado a temporada regular com doze vitórias e cinco derrotas, culminando na quinta aparição da franquia em um Super Bowl, com a boa performance do time sendo devido a aquisição do quarterback Matthew Stafford, que pessoalmente não vencia um jogo de playoff havia doze anos contra o Detroit Lions. Já os Bengals, que terminaram a temporada regular com dez vitórias e sete derrotas, estavam buscando seu primeiro título de Super Bowl após vários décadas fracassando em pós-temporada. Naquela temporada, Cincinnati venceu seu primeiro de playoffs desde 1990 (cerca de 31 anos depois), encerrando a quarta maior seca da história por um time nos esportes dos Estados Unidos, chegando para o terceiro Super Bowl na história da franquia e o primeiro desde o Super Bowl XXIII de 1988. Ambos os times encerraram a temporada regular com a quarta melhor campanha de suas respectivas conferências, fazendo deste o primeiro Super Bowl sem um time top 3 na temporada desde 1975.
O jogo teve três mudanças de liderança no placar e a vantagem que cada time teve nunca passou de uma posse de bola. Los Angeles liderava por 13 a 10 no intervalo, mas os Bengals marcaram dez pontos seguidos em dois drives no terceiro período. Perdendo por 20 a 16 perto do fim do jogo, os Rams conseguiram marcar um touchdown para reassumir a liderança com dois minutos faltando no relógio e depois conseguem deter o ataque dos Cincinnati numa quarta decida. O wide receiver Cooper Kupp, que converteu uma quarta decida decisiva para os Rams no drive final e marcou o touchdown decisivo, foi nomeado o Jogador Mais Valioso do Super Bowl.
A transmissão da NBC do Super Bowl LVI foi a segunda final da NFL mais assistida na história até aquele momento, o que interrompeu uma sequência de queda na audiência nos Super Bowls. Visto por uma média de 112,3 milhões de pessoas nos Estados Unidos (pela televisão e streaming), a audiência geral da partida foi 8% maior que a do Super Bowl anterior.

## Contexto

### Processo de seleção do local

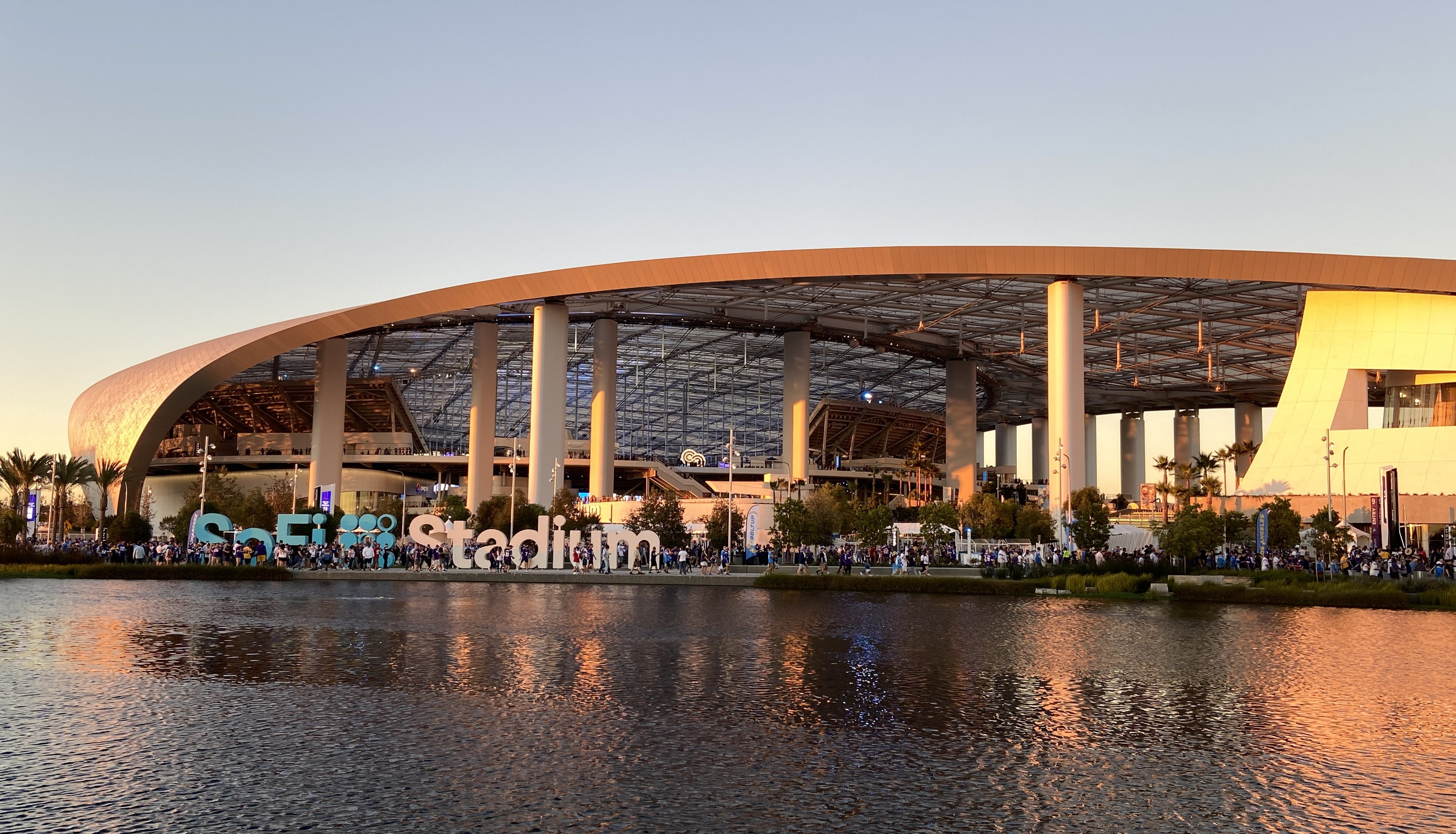
SoFi Stadium em Novembro de 2021

Ao contrário dos processos de licitação anteriores do Super Bowl, nenhuma candidatura foi aceita para o Super Bowl LVI. As propostas para o Super Bowl LIII, Super Bowl LIV e Super Bowl LV foram todas sorteadas do mesmo grupo de candidatos em uma reunião em 24 de maio de 2016. Atlanta, Miami, Los Angeles e Tampa Bay foram os quatro candidatos para as três disputas; Atlanta recebeu o Super Bowl LIII, Miami recebeu o Super Bowl LIV e Los Angeles (que se recusou a oferecer o Super Bowl LIV e não era elegível para o Super Bowl LIII) recebeu o Super Bowl LV.
Em 18 de maio de 2017, as autoridades anunciaram que a abertura do estádio de Los Angeles, originalmente prevista para o início da temporada de 2019, foi adiada por mais um ano para 2020. Como resultado, nas reuniões de proprietários da liga em Chicago em 23 de maio de 2017, a liga recompensou o Super Bowl LV ao único candidato restante, Tampa Bay, e concedeu o Super Bowl LVI a Los Angeles.
Como resultado da expansão da temporada regular da liga de 16 jogos para 17 jogos, o Super Bowl LVI foi o primeiro Super Bowl a ser realizado no segundo domingo de fevereiro.
A NFL também disse que tinha um plano de contingência e que, se as restrições do COVID aumentarem em Los Angeles até a data do evento, o jogo poderia ser transferido para o AT&T Stadium em Arlington, Texas, que sediou pela última vez o Super Bowl XLV em 2011.

## Equipes

### Los Angeles Rams

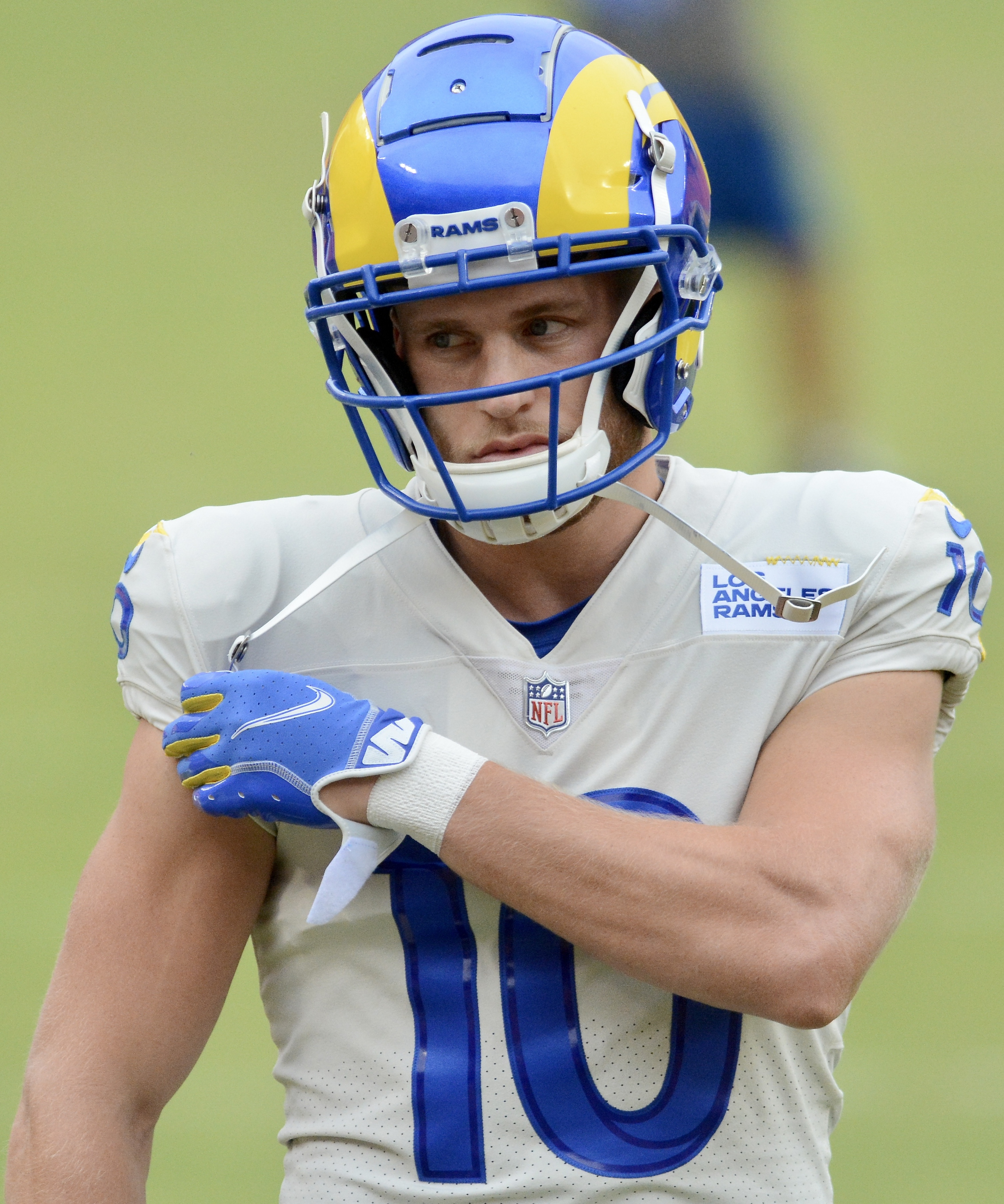
Cooper Kupp foi o primeiro jogador desde 2005 a obter a tríplice coroa

O Los Angeles Rams terminou a temporada de 2021 com uma campanha de 12 vitórias e 5 derrotas sob o comando do técnico Sean McVay em seus quinto ano na equipe. Esta foi sua quinta aparição no Super Bowl, a terceira como um time de Los Angeles e a segunda com McVay como treinador principal. A franquia detém a marca de 1 título e 3 vice-campeonatos no Super Bowl antes deste jogo, tendo vencido o Super Bowl XXXIV em 1999 como o St. Louis Rams. Eles também ganharam dois campeonatos da era pré-Super Bowl, em 1945 como o Cleveland Rams e 1951 durante sua primeira passagem em Los Angeles.
Depois que os Rams perderam o Super Bowl LIII de 2018, o quarterback Jared Goff sofreu uma queda no seu desempenho, o que levou à tensão entre Goff e McVay. Antes da temporada de 2021, Goff, duas escolhas de primeira rodada e uma escolha de terceira rodada foram negociados com o Detroit Lions em troca do quarterback veterano de 12 anos Matthew Stafford. Selecionado em primeiro lugar geral pelos Lions no Draft de 2009 da NFL, Stafford teve apenas três temporadas vitoriosas e nenhuma vitória nos playoffs, mas ficou entre os 20 melhores das principais categorias de passes e foi considerado mais adequado para o ataque de Los Angeles. Os Rams fizeram outra aquisição significativa no meio da temporada, quando trocaram uma escolha de segunda e terceira rodadas com o Denver Broncos pelo linebacker do Pro Bowl Von Miller. Poucas semanas depois, eles contrataram o wide receiver Odell Beckham Jr., três vezes selecionado para o Pro Bowl, depois que ele foi dispensado do Cleveland Browns.
O ataque dos Rams ficou em nono lugar em jardas (6.325) e empatou com os Bengals em oitavo lugar em pontos marcados (460). Stafford teve os recordes da carreira em touchdowns (41), porcentagem de conclusão (67,2) e (fora de sua campanha de 2019 encurtada por lesão) classificação de passadores (102,9), embora ele lidere a liga em interceptações (17). Ele também estabeleceu recordes da franquia para passes completos em uma temporada (404) e jardas de passes (4.886), enquanto empatava o recorde de passes para touchdowns. O wide receiver Cooper Kupp se tornou o quarto jogador da NFL e o primeiro desde 2005 a obter a tríplice coroa ao liderar a liga em recepções (145), jardas recebidas (1.947) e touchdowns recebidos (16). Suas jardas e recepções foram as segundas mais altas em uma temporada. Kupp foi acompanhado pelo wide receiver Van Jefferson, que teve 802 jardas e 6 touchdowns, e pelo tight end Tyler Higbee, que teve 560 jardas. Beckham adicionou 537 jardas e 5 touchdowns, ajudando a preencher a ausência do lesionado Robert Woods. O principal corredor da equipe com 845 jardas foi o running back Sony Michel, que foi adquirido em uma troca com o New England Patriots depois que Cam Akers perdeu a maior parte da temporada regular com uma lesão no tendão de Aquiles. Akers voltou ao elenco ativo antes dos playoffs. O running back Darrell Henderson somou 688 jardas até sofrer uma lesão no final da temporada na semana 16. A linha ofensiva dos Rams foi liderada pelo veterano Andrew Whitworth , que jogou suas primeiras 11 temporadas com os Bengals.

### Cincinnati Bengals

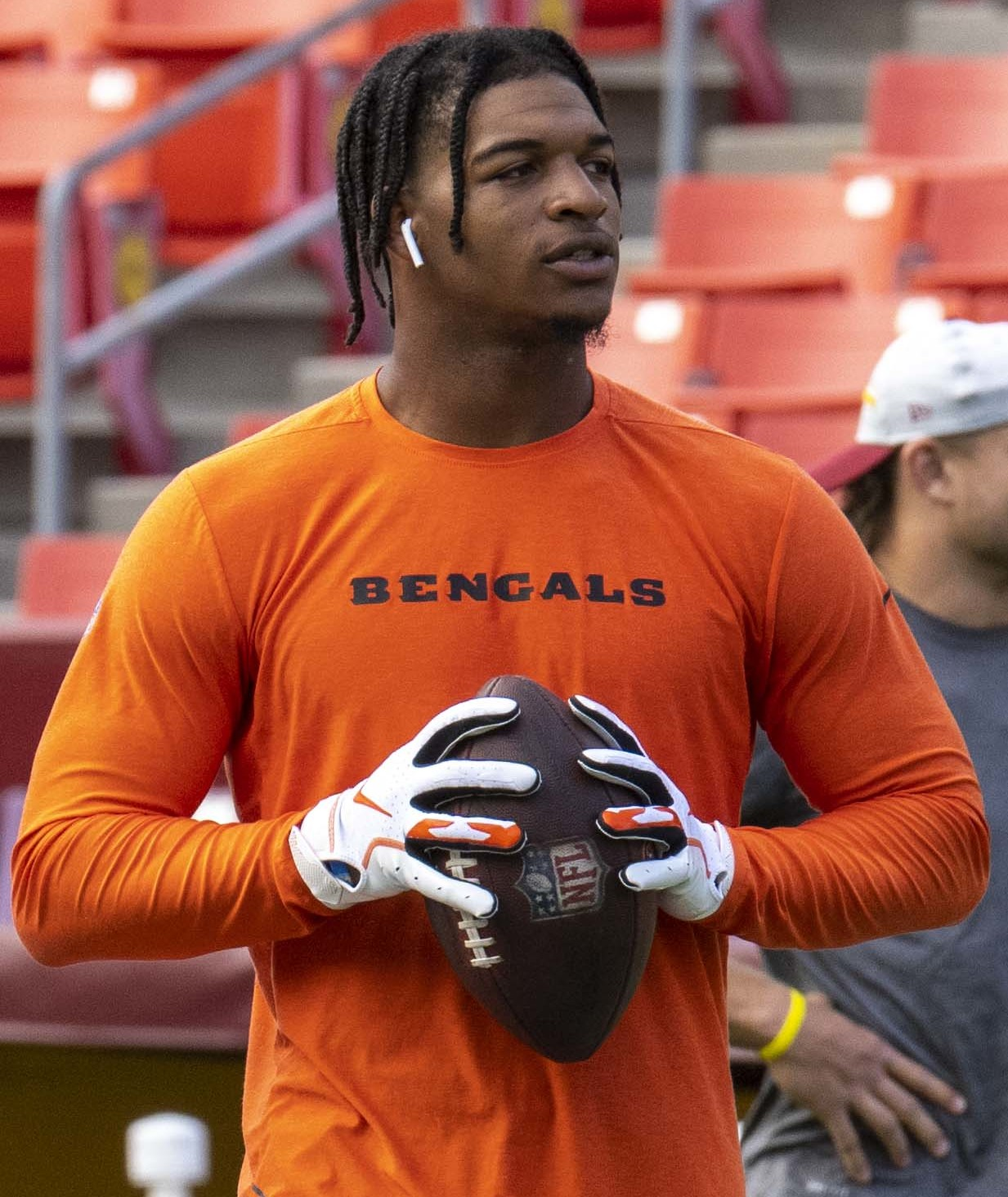
Ja'Marr Chase estabeleceu vários recordes de recebimento de novatos e franquias

O Cincinnati Bengals terminou a temporada com uma campanha de 10 vitórias e 7 derrotas sob o comando do técnico Zac Taylor em seu terceiro ano à frente da equipe. Esta foi sua terceira aparição no Super Bowl, após o Super Bowl XVI de 1981 e o Super Bowl XXIII de 1988. Depois que ambas as aparições anteriores terminaram em derrotas para o San Francisco 49ers liderado por Joe Montana, a franquia teve pouco sucesso nas três décadas seguintes. Eles não venciam um jogo de playoff desde a temporada de 1990, que foi a mais longa seca ainda ativa nos quatro principais esportes norte-americanos.
Entrando na temporada de 2021, os Bengals eram considerados improváveis de chegar ao Super Bowl. Eles terminaram as três temporadas anteriores nas últimas posições e não chegaram aos playoffs desde 2015. Cincinnati também teve recentemente uma das piores campanhas da liga com 2 vitórias e 14 derrotas durante a primeira temporada de Taylor. Essa finalização concedeu aos Bengals a primeira escolha geral do Draft de 2020 da NFL, que eles usaram para selecionar o quarterback vencedor do Heisman Trophy, Joe Burrow. Burrow teve números fortes como novato, mas venceu apenas dois jogos antes de sua temporada ser interrompida por uma lesão no joelho. No projeto do ano seguinte, Cincinnati usou a quinta escolha geral no wide receiver Ja'Marr Chase, que era companheiro de equipe de Burrow na LSU quando venceu o Campeonato Nacional de Playoff de Futebol Universitário de 2020. A seleção de Chase gerou uma resposta mista; embora ele tenha desenvolvido um forte relacionamento com Burrow na faculdade, os analistas sentiram que Cincinnati precisava mais de um atacante ofensivo. A equipe também convocou o placekicker Evan McPherson na quinta rodada. Na defesa, os Bengals adicionaram o defensive end Trey Hendrickson e o defensive tackle Larry Ogunjobi. O defensive tackle BJ Hill foi adquirido em uma troca com o New York Giants.
A nova união de Burrow e Chase trouxe novo sucesso para os Bengals, cujo ataque passou de 29º em jardas (5.116) e pontos marcados (311) na temporada anterior para 13º em jardas (6.145) e oitavo (empatado com os Rams) em pontos marcados (460). Em sua primeira temporada completa, Burrow liderou a liga em porcentagem de conclusão (70,4) e jardas médias por tentativa (8,9), apesar de também liderar a liga em sacks tomados (51). Ele estabeleceu os recordes da temporada para jardas passadas (4.611) e touchdowns (34), juntamente com o recorde da franquia para jardas passadas em um jogo (525). Chase foi quarto em jardas recebidas (1.455) e terceiro em touchdowns recebidos (13), ambos liderando a AFC. Suas jardas recebidas foram as maiores para um novato na era do Super Bowl e ele estabeleceu o recorde de novato de jardas recebidas em um jogo (266). Complementando Chase, estava o wide receiver Tee Higgins, que obteve 1.081 jardas de recepção, tornando os Bengals uma das cinco equipes com dois receptores de 1.000 jardas. O wide receiver Tyler Boyd reforçou ainda mais o corpo de recebedores com 828 jardas e 5 touchdowns. O tight end CJ Uzomah, que perdeu a maior parte do ano anterior com uma lesão no ligamento cruzado anterior, teve uma temporada de destaque ao estabelecer os recordes da carreira em jardas recebidas (493) e touchdowns (5). Corredor do Pro Bowl Joe Mixonfoi o terceiro na NFL em jardas terrestres (1.205) e quarto em touchdowns terrestres (13), além de registrar 314 jardas e 3 touchdowns.
A defesa de Cincinnati foi 18ª em jardas permitidas (5.964) e 17ª em pontos permitidos (376). Hendrickson ficou em quinto lugar em sacks (14), ganhando sua primeira seleção para o Pro Bowl. Completando a linha defensiva, Hill teve 5,5 sacks e 50 tackles combinados, Ogunjobi teve 7 sacks e 49 tackles combinados, e o defensive end Sam Hubbard teve 7,5 sacks e 62 tackles combinados. O linebacker Logan Wilson liderou a equipe em interceptações (4) e tackles combinados (100), enquanto o safety Jessie Bates teve o maior número de tackles solo (62). McPherson, que foi nomeado para a Equipe de Novatos da PFWA de 2021, estabeleceu os recordes da franquia para o maior número de field goals convertidos de 50 jardas em uma temporada (9) e o field goal mais longo convertido (58 jardas).

### Playoffs
Os Rams venceram o Wild Card contra o rival da NFC West, Arizona Cardinals, com o placar de 34-11, marcando a primeira vitória na pós-temporada de Stafford. No Divisional Round, os Rams tiveram uma vantagem de 27-3 contra o atual campeão do Super Bowl LV, Tampa Bay Buccaneers, mas uma série de fumbles permitiu que os Buccaneers empatassem o jogo com 42 segundos restantes. No entanto, Stafford levou os Rams ao alcance do field goal com dois passes para Kupp, o que resultou em Gay chutando o field goal da vitória no último segundo de jogo. O NFC Championship Game colocou os Rams contra o rival da NFC West San Francisco 49ers, que os venceu na temporada regular e detinha uma marca de 6 vitórias e 0 derrotas em jogos com o quarterback Jimmy Garoppolo. Los Angeles perdia por 17-7 no quarto período, mas marcou 13 pontos sem resposta para assumir a liderança com menos de dois minutos restantes. Na jogada final dos 49ers, Garoppolo tentou um passe enquanto era abordado por Donald, que foi interceptado pelo linebacker Travin Howard para garantir a vitória por 20-17.
Os Bengals derrotaram o Las Vegas Raiders por 26-19 no Wild Card Round para conquistar sua primeira vitória nos playoffs desde 1990 e encerrar a mais longa seca nos quatro principais esportes norte-americanos. Enfrentando o Tennessee Titans na Rodada Divisional, os Bengals venceram por 19-16 de um field goal no último segundo de McPherson. A vitória ocorreu apesar de Burrow ter sido derrubado nove vezes, empatando com Warren Moon  para um recorde de pós-temporada de 1993 e tornando-o o quarterback mais derrubado por um sack a vencer um jogo de playoff. McPherson também se tornou o primeiro kicker a converter quatro field goals em diferentes rodadas da mesma pós-temporada. No AFC Championship Game contra o bicampeão da AFC Kansas City Chiefs, Cincinnati perdia por 21-3 durante o primeiro tempo, mas se recuperou para assumir uma vantagem de 24-21 no quarto período. O jogo foi para a prorrogação, onde o safety Vonn Bell interceptou o quarterback Patrick Mahomes dos Chiefs no primeiro drive e McPherson converteu um field goal de 31 jardas para enviar os Bengals ao seu primeiro Super Bowl desde 1988. O recuperação no placar após 18 pontos de diferença de Cincinnati ficou empatada com o Indianapolis Colts de 2006 como a maior em uma decisão de conferência.